# صوفي بوسر
صوفي بوسر ني كراويل هي رياضية ألمانية سابقة في سباقات المضمار والميدان وتنافست بشكل رئيسي في عديد المنافسات.
تزوجت من صديقها "فلوريان يوسر" الذي يتنافس في لعبة العشاري وأنجبا طفلًا في ديسمبر من نفس العام. 